# Xizhangbao (köpinghuvudort i Kina, Shaanxi, lat 34,51, long 108,57)
Xizhangbao (kinesiska: 西张堡, 西张堡镇) är en köpinghuvudort i Kina. Den ligger i provinsen Shaanxi, i den nordvästra delen av landet, omkring 41 kilometer nordväst om provinshuvudstaden Xi'an. Antalet invånare är 22 887. Befolkningen består av 11 167 kvinnor och 11 720 män. Barn under 15 år utgör 15,0 %, vuxna 15-64 år 74 %, och äldre över 65 år 9,0 %.
Runt Xizhangbao är det mycket tätbefolkat, med 1 956 invånare per kvadratkilometer. Närmaste större samhälle är Shuangzhao, 12,4 km söder om Xizhangbao. Trakten runt Xizhangbao består till största delen av jordbruksmark.
Genomsnittlig årsnederbörd är 669 millimeter. Den regnigaste månaden är september, med i genomsnitt 149 mm nederbörd, och den torraste är december, med 1 mm nederbörd.